# Pégairolles-de-Buèges
Pégairolles-de-Buèges (occitan Pegairòlas de Buòja) é uma comuna francesa na região administrativa de Occitânia, no departamento de Hérault. Estende-se por uma área de 13,35 km². Em 2010 a comuna tinha 56 habitantes (densidade: 4,2 hab./km²).